# Faculdade de Tecnologia do Estado de São Paulo

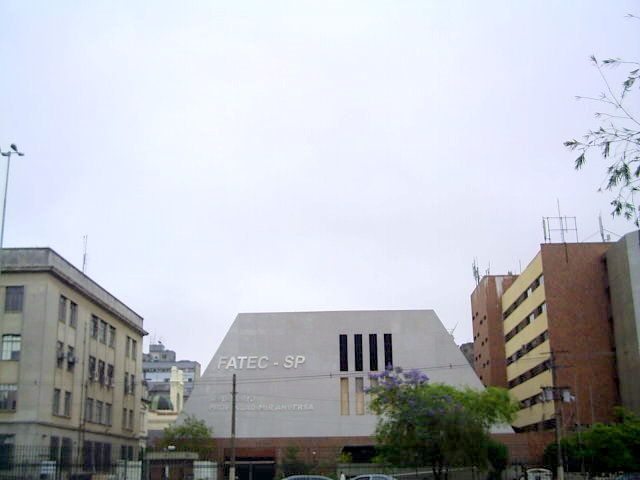
Fatec São Paulo (Bom Retiro)

As Faculdades de Tecnologia do Estado de São Paulo (FATECs) são instituições de ensino superior públicas brasileiras; integram, junto com as ETEC o Centro Estadual de Educação Tecnológica Paula Souza (CEETEPS), autarquia da Secretaria de Desenvolvimento Econômico, Ciência e Tecnologia (SDECTI) do estado de São Paulo. 
É uma das sete instituições estaduais de educação superior mantidas pelo governo do estado de São Paulo no Brasil, vinculada e associada diretamente à UNESP, unicamente para que possa, sob sua tutela, ter chancela pedagógica, nas formas da lei 952/1976; outras instituições importantes de ensino que são mantidas pelo governo estadual de São Paulo:
- Universidade de São Paulo (USP),
- Universidade Estadual de Campinas (UNICAMP),
- Universidade Estadual Paulista Júlio de Mesquita Filho (UNESP),
- Faculdade de Medicina de São José do Rio Preto (FAMERP),
- Faculdade de Medicina de Marília (FAMEMA),
- Universidade Virtual do Estado de São Paulo (UNIVESP).

Idealizada por Antônio Francisco de Paula Sousa, as Fatecs têm como objetivo formar tecnólogos, profissionais cujas áreas de atuação são mais específicas em relação às demais modalidades de graduação (Bacharelado e licenciatura).
Seus cursos de graduação são amplamente reconhecidos pelo mercado de trabalho.
As Fatecs são importantes instituições brasileiras de ensino superior, sendo pioneiras na graduação de tecnólogos . Estão localizadas em diversas cidades paulistas, com cinco campi na capital e várias outras unidades na Grande São Paulo, interior e litoral .
As 74 Faculdades de Tecnologia do Estado de São Paulo, sediadas em 68 municípios paulistas, oferecem cursos superiores de graduação em praticamente todas as áreas do conhecimento, devidamente reconhecidos pelo ministério da educação, estruturados e desenvolvidos para atender aos segmentos atuais e aos emergentes da atividade industrial e do setor de serviços, tendo em vista a constante evolução tecnológica. Estão atualmente matriculados nas Fatecs mais de 94 mil alunos. Para a formação deste contingente, são investidos anualmente mais de dois bilhões de reais.

## Histórico
O marco inicial da trajetória das Fatecs foi a fundação, em 1969, do Centro Estadual de Educação Tecnológica de São Paulo pelo então Governador do estado Abreu Sodré, que tinha por objetivo a formação de técnicos de nível superior para atender a crescente demanda de profissionais de nível universitário . O CEETEPS foi instalado na praça Coronel Fernando Prestes, no centro da capital paulista, utilizando o antigo campus da Escola Politécnica da USP.
Os cursos ministrados pela Fatec São Paulo são os mais antigos, tendo sido ministrados ininterruptamente desde 1970. Naquele ano, foi fundada na cidade de Sorocaba a Faculdade de Tecnologia de Sorocaba, também com os mesmos objetivos . No mesmo ano, foram criados os Cursos Superiores de Tecnologia em Construção Civil, nas modalidades: Edifícios, Obras Hidráulicas e Movimento de Terra e Pavimentação, bem como os Cursos Superiores de Tecnologia em Mecânica, nas modalidades: Oficinas e Desenhista/Projetista. Em 1973, por meio de decreto estadual, o Centro passou a ser denominado Centro Estadual de Educação Tecnológica Paula Souza e seus cursos passaram a constituir a Faculdade de Tecnologia de São Paulo. Dessa forma, o CEETEPS se tornou o mantenedor de duas Fatecs, uma na cidade de São Paulo e a outra em Sorocaba. Em 1974, foi criado o Curso Superior de Tecnologia em Processamento de Dados, durante anos referência dentre os cursos de tecnologia na área de Informática e substituído pelo Curso Superior de Tecnologia em Análise e Desenvolvimento de Sistemas.
Em 1976, o governo estadual reuniu todos os seus estabelecimentos isolados de ensino superior por meio de lei para constituir a Universidade Estadual Paulista Júlio de Mesquita Filho - UNESP. Como o CEETEPS não era uma instituição de ensino e sim o mantenedor de duas unidades universitárias, a lei que criou a UNESP estabeleceu que o CEETEPS integraria o conjunto universitário da nova universidade na condição de autarquia de regime especial, vinculado e associado a ela.

## Estrutura e Corpo Docente

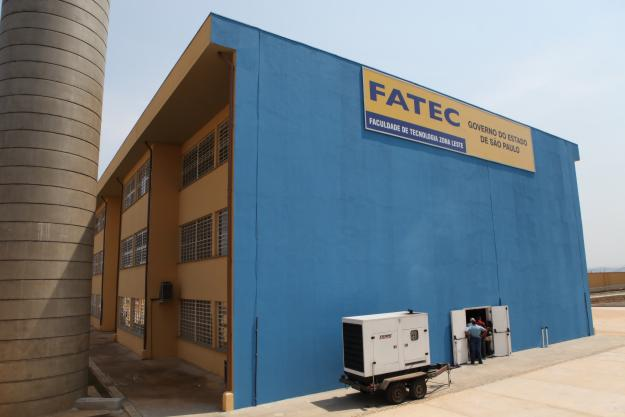
Fatec Zona Leste

As Faculdades de Tecnologia do Estado de São Paulo estão distribuídas em 74 unidades, com presença em 68 cidades paulistas. Contrastando com outras instituições de ensino estaduais e federais, as Fatecs não possuem reitoria, sendo que cada unidade é coordenada por um diretor, subordinado à Superintendência do CEETEPS e vinculado à reitoria da UNESP.
É requisito obrigatório, para o ingresso como docente na Fatec, ser portador do título de especialista, mestre ou doutor em programa reconhecido ou recomendado na forma da lei . O salário dos professores da Fatec varia em função da carga horária semanal que cada docente desempenha, principalmente entre aulas ministradas, horas atividade e horas relativas a projetos em que estejam envolvidos, além da referência e grau em que se encontra, de acordo com o atual plano de carreira da instituição. Para uma carga horária semanal de 40 horas (muitos docentes possuem carga horária inferior a 40 horas semanais), um Professor de Ensino Superior Referência I Grau A tem um salário de R$ 6.206,00. Na Referência II Grau A o salário é de R$ 7.384,00 e na Referência III Grau A o salário é de R$ 8.786,00.. (Os próprios professores disseram ganhar muito mais que isso, em torno de 20 mil). [carece de fontes?]

## Processo Seletivo (Vestibular)
Para ingressar numa Fatec, o candidato deve passar por um vestibular, processo seletivo aplicado para quem pretende estudar em Faculdade de Tecnologia. As Fatecs possuem o "Sistema de Pontuação Acrescida", no qual os candidatos que se declararem afro–descendentes recebem 3% de bônus sobre a nota, e aqueles que cursaram o ensino médio integralmente em escola pública ganham 10%, percentuais que são cumulativos .
O Exame referente ao Processo Seletivo Vestibular, é constituído de duas partes, comuns a todos os cursos: uma redação e uma prova com 54 (cinquenta e quatro) questões, cada uma com 5 (cinco) alternativas (A, B, C, D e E), Oito conjuntos de questões terão peso 1 (um) e 2 (dois) conjuntos terão peso 2 (dois), conforme determinado no Anexo II da Portaria CEETEPS 215/2013, em função do eixo tecnológico do curso escolhido. Dessas, 9 (nove) questões são de caráter multidisciplinar e outras divididas em grupos de 5 (cinco), sendo um dos grupos Raciocínio lógico e os demais disciplinas comuns do Ensino Médio (História, Química, Inglês, Matemática, Física,Geografia, Biologia e Português).
O vestibular das Fatecs e o vestibulinho das Etecs, somados, formam o segundo maior do país, com mais de 600 mil inscritos por ano. No primeiro semestre de 2013 foram reservados 942 locais de prova em 251 cidades, impressos 5.1 milhões de folhetos informativos e treinadas 284 pessoas para aplicação dos exames.
Nos vestibulares de meio e de final de ano em 2020, em função do isolamento social exigido durante a pandemia da covid-19, o processo seletivo foi realizado a partir da análise do histórico escolar do Ensino Médio.

## Pontos de excelência

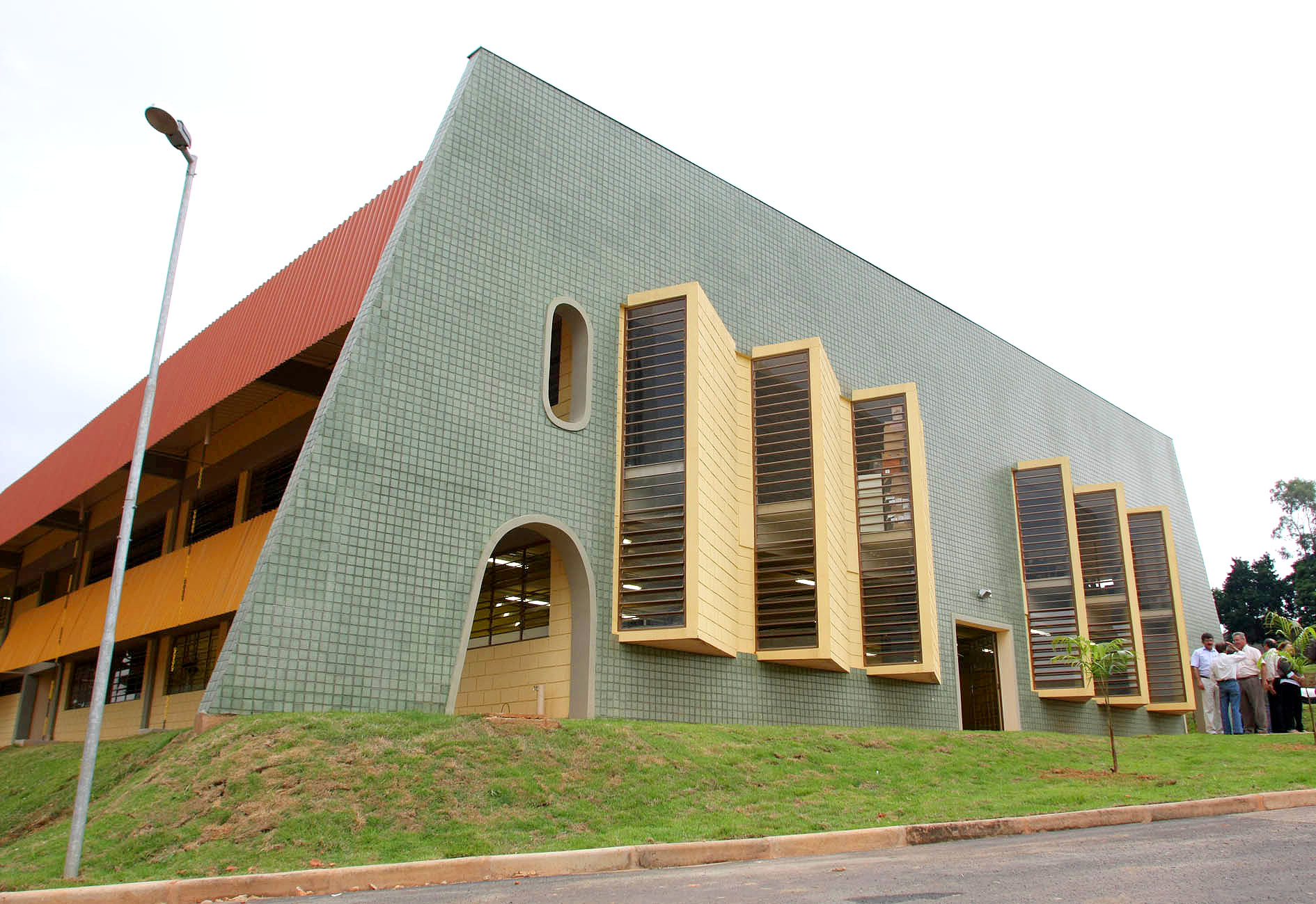
Fatec Americana

As Fatecs são reconhecidas por formar profissionais de notória qualidade na área de tecnologia da informação, tecnologia em logística  e tecnologia em mecânica de precisão (Mecatrônica). O índice de empregabilidade dos ex-alunos das Fatecs é alto para os padrões nacionais, sendo que 70% dos estudantes das Fatecs conseguem emprego ao final do curso.
Dos 11 cursos que foram avaliados pelo Exame Nacional de Desempenho de Estudantes (ENADE) de 2013, 3 alcançaram a pontuação máxima – das Fatecs, Ipiranga, Mogi das Cruzes e Ourinhos. Outros sete obtiveram nota 4 no exame, cujo conceito varia de 1 a 5. Os resultados foram divulgados no dia 18 de dezembro de 2014, pelo Ministério da Educação.
Dos três cursos tecnológicos de Agronegócio mais bem avaliados do País, dois são de Fatecs, as de Mogi das Cruzes e Ourinhos, com pontuação 5. Os das Fatecs Botucatu, Itapetininga, Mococa, Mogi das Cruzes, São José do Rio Preto e Taquaritinga ficaram com nota 4 e estão entre os 20 mais bem colocados.
Na Fatec Jundiaí, os alunos do curso de Gestão Ambiental também conquistaram a nota máxima, ficando entre as dez melhores posições. Já a Fatec Botucatu, avaliada com nota 4, está entre as 15 melhores no curso tecnológico de Radiologia.
A Fatec Ipiranga possui hoje dois cursos com pontuação 5 no Enade, Gestão de Recursos Humanos e Gestão Comercial.
A Fatec Sorocaba foi considerada a melhor faculdade de tecnologia do Brasil segundo o IGC 2009, aplicado pelo MEC.

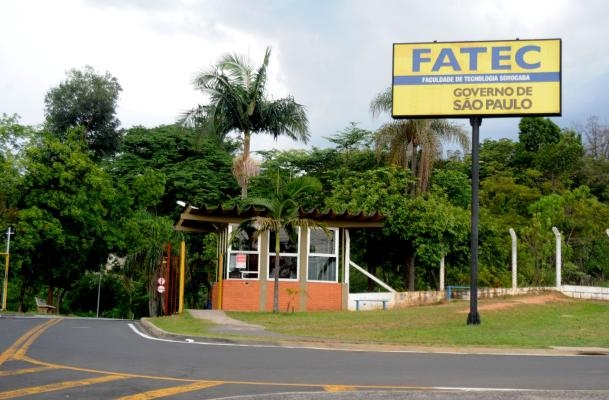
Fatec Sorocaba